# Zaibacu

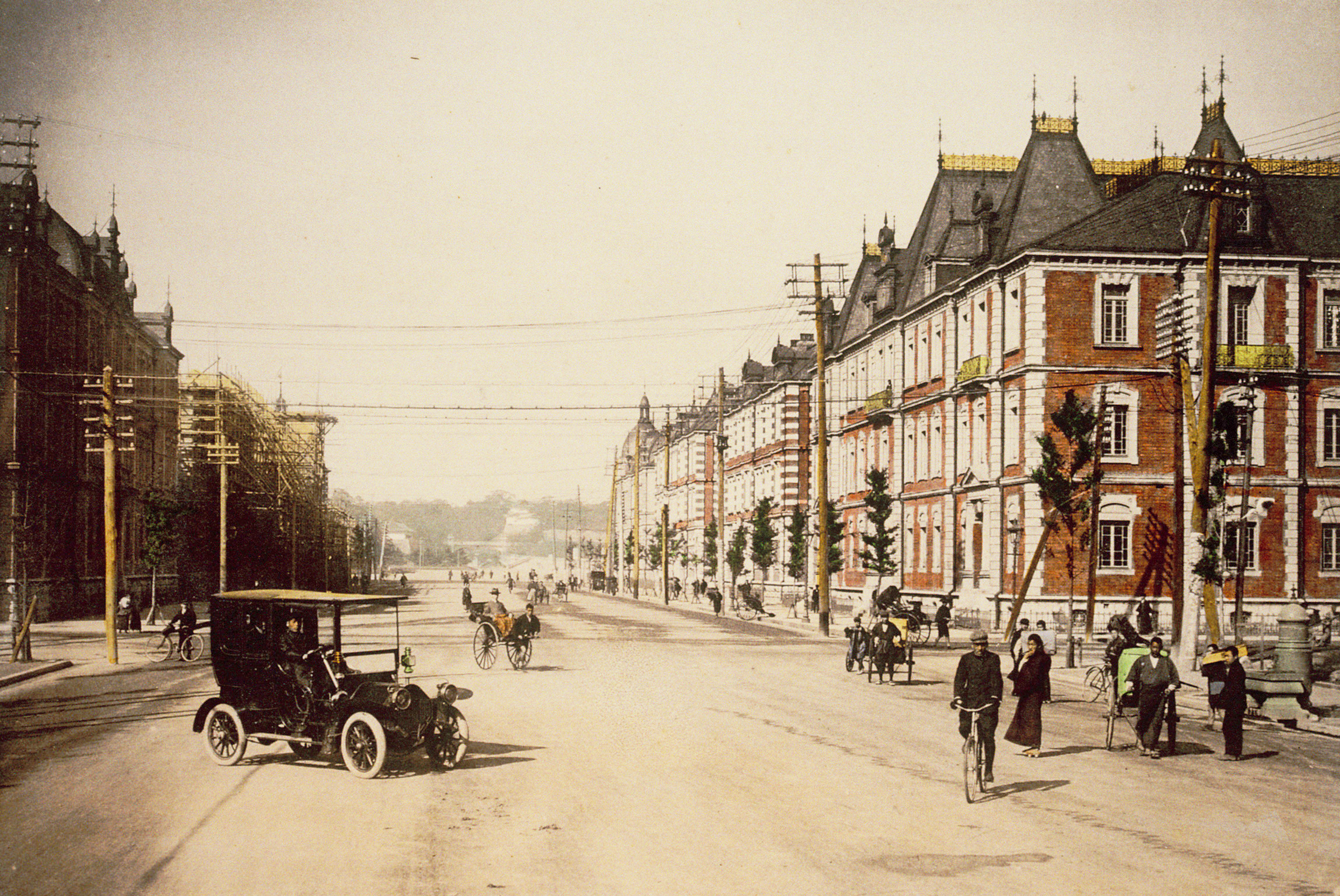
Marunouchiho ředitelství zaibacu Mitsubishi v Tokiu, kolem 1920.

Zaibacu (japonsky: 財閥) je specifický termín označující monopolní koncerny, které byly v malém počtu zakládány v Japonsku.

## Charakteristika
Zaibacu začaly vznikat během období Meidži, tedy od 80. let 19. století a měly zcela dominantní vliv na vývoj japonské ekonomiky. Jejich řízení a kontrolu většinou spravovala jediná rodina. Tyto koncerny měly pozitivní dopad na urychlení industrializace země (např. zaibacu Mitsubishi, Micui), také ale ovlivňovaly japonskou vnitřní i zahraniční politiku.
K jejich formálnímu zrušení došlo po japonské kapitulaci ve druhé světové válce tzv. MacArthurovými reformami. Ovšem reálně k tomu v plné míře nedošlo.

## Některé zaibacu

### Velká čtyřka
- Mitsubishi (三菱財閥)
- Mitsui (三井財閥)
- Sumitomo (住友財閥)
- Yasuda (安田財閥)

### Další
- Asano (浅野財閥)
- Fujita (藤田財閥)
- Furukawa (古河財閥)
- Mori (森コンツェルン)
- Kawasaki (川崎財閥)
- Nakadžima (中島飛行機)
- Nitchitsu (日窒コンツェルン)
- Nissan (日産コンツェルン)
- Nisso (日曹コンツェルン)
- Nomura (野村財閥)
- Okura (大倉財閥)
- Riken (理研コンツェルン)
- Shibusawa (渋沢財閥)

### Zbankrotované
- Suzuki shoten (鈴木商店)